# Divisione Nazionale 1931 (pallacanestro maschile)
La Divisione Nazionale FIP 1931 è stata l'undicesima edizione del massimo campionato italiano di pallacanestro maschile.
La Ginnastica Roma torna alla vittoria, prevalendo in finale contro la Società Ginnastica Triestina, che l'anno precedente aveva conquistato il suo primo titolo.
Nelle riunioni dell'autunno del 1930 della FIPAC, furono prese alcune decisioni riguardo al futuro assetto dei campionati. La suddivisione in tre categorie (Divisione Nazionale, Prima Divisione, Seconda Divisione), di cui le prime due a carattere nazionale, la terza regionale. La formazione di un vero e proprio corpo arbitri a livello nazionale e l'obbligo di presenza di un arbitro ufficiale, mentre fino al 1930 potevano arbitrare anche i giocatori. Vengono inoltre istituiti i campionati a girone doppio (andata e ritorno). Fu inoltre rinominata la federazione: da Federazione Italiana Palla Al Cesto a Federazione Italiana Pallacanestro.
Vince il titolo italiano la Società Ginnastica Roma, in finale sulla Società Ginnastica Triestina. La terza partita della finale è stata omologata col risultato di 2-0 a tavolino a favore della Roma perché la Triestina ha fruito di tre giocatori di riserva anziché due, come da regolamento.

## Squadre partecipanti
| Girone A - Società Ginnastica Roma - S.G. Giovane Italia Roma - A.P. Napoli - GUF Torino - FIAT Torino | Girone B - Dopolavoro Postelegrafonico Milano - G.S. Isotta Fraschini Milano - S.C. Italia Milano - Reyer Venezia - S.G. Triestina |

## Stagione regolare

### Girone A

#### Classifica
|  |    | Classifica Girone A 1931 | Pt | G | V | N | P | PtF | PtS |
|  | -- | ------------------------ | -- | - | - | - | - | --- | --- |
|  | 1. | Ginnastica Roma          | 14 | 8 | 7 | 0 | 1 | 235 | 113 |
|  | 2. | AP Napoli                | 12 | 8 | 6 | 0 | 2 | 126 | 134 |
|  | 3. | GUF Torino (-1)          | 7  | 8 | 4 | 0 | 4 | 142 | 132 |
|  | 4. | Giovane Italia Roma      | 3  | 8 | 1 | 1 | 6 | 90  | 160 |
|  | 5. | FIAT Torino (-1)         | 2  | 8 | 1 | 1 | 6 | 81  | 124 |

#### Risultati
| Prima giornata |                               |          |
| 08-03-31       |                               | 19-04-31 |
| 38-15          | Ginn. Roma-FIAT TO            | 24-14    |
| 25-18          | AP Napoli-Giovane Italia Roma | 14-3     |

| Quarta giornata |                            |          |
| 29-03-31        |                            | 11-05-31 |
| 18-28           | Giovane Italia Roma-GUF TO | 22-29    |
| 11-31           | AP Napoli-Ginn. Roma       | 11-42    |

| Seconda giornata |                                |          |
| 15-03-31         |                                | 26-04-31 |
| 10-20            | GUF Torino-FIAT Torino         | 22-15    |
| 46-16            | Ginn. Roma-Giovane Italia Roma | 19-18    |

| Quinta giornata |                                 |          |
| 10-04-31        |                                 | 17-05-31 |
| 34-17           | GUF Torino-AP Napoli            | 19-24    |
| 11-11           | Giovane Italia Roma-FIAT Torino | 2-0      |

| Terza giornata |                       |          |
| 22-03-31       |                       | 03-05-31 |
| 12-13          | FIAT Torino-AP Napoli | 9-26     |
| 15-4           | Ginn. Roma-GUF Torino | 9-21     |

### Girone B

#### Classifica
|  |    | Classifica Girone B 1931 | Pt | G | V | N | P | PtF | PtS |
|  | -- | ------------------------ | -- | - | - | - | - | --- | --- |
|  | 1. | S.G. Triestina           | 13 | 8 | 6 | 1 | 1 | 163 | 79  |
|  | 2. | Isotta Fraschini Milano  | 11 | 8 | 5 | 1 | 2 | 159 | 130 |
|  | 3. | Reyer Venezia            | 10 | 8 | 4 | 2 | 2 | 172 | 146 |
|  | 4. | Italia Milano            | 3  | 8 | 1 | 1 | 6 | 115 | 167 |
|  | 5. | PP.TT. Milano            | 3  | 8 | 1 | 1 | 6 | 111 | 196 |

#### Risultati
| Prima giornata |                               |          |
| 08-03-31       |                               | 19-04-31 |
| 9-32           | Italia MI-Isotta Fraschini MI | 19-21    |
| 33-4           | Ginn. Triestina-PP.TT. MI     | 19-6     |

| Quarta giornata |                              |          |
| 30-03-31        |                              | 11-05-31 |
| 26-18           | Isotta Fraschini MI-Reyer VE | 15-17    |
| 17-2            | Ginn. Triestina-Italia MI    | 14-11    |

| Seconda giornata |                          |          |
| 15-03-31         |                          | ??-??-31 |
| 27-19            | Italia MI-PP.TT. MI      | 15-20    |
| 17-17            | Reyer VE-Ginn. Triestina | 9-21     |

| Quinta giornata |                                     |          |
| 10-04-31        |                                     | 17-05-31 |
| 22-41           | PP.TT. MI-Reyer VE                  | 13-28    |
| 14-16           | Ginn. Triestina-Isotta Fraschini MI | 28-14    |

| Terza giornata |                               |          |
| 22-03-31       |                               | ??-??-31 |
| 8-14           | PP.TT. MI-Isotta Fraschini MI | 20-20    |
| 29-17          | Reyer VE-Italia MI            | 15-15    |

## Finale
| Roma 7 giugno 1931 | Ginnastica Roma | 23 – 18 | S.G. Triestina |  |

| Trieste 21 giugno 1931 | S.G. Triestina | 20 – 13 | Ginnastica Roma |  |

| Bologna 28 giugno 1931 | S.G. Triestina | 17 – 15 (0-2 a tav.) | Ginnastica Roma |  |

## Verdetti
- Campione d'Italia:  Ginnastica Roma.

Formazione: Cavenni, Marino Falsetti, Francesco Ferrero, Marcello Mancini, Adolfo Mazzini, Mino Pasquini, Giambattista Rovelli. Allenatore: Angelo Bovi.
- Retrocesse in Prima Divisione: Dopolavoro Postelegrafonico Milano, Giovane Italia Roma, FIAT Torino.